# Rättarboda
Rättarboda är en tätort i Upplands-Bro kommun i Stockholms län.

## Befolkningsutveckling
| Befolkningsutvecklingen i Rättarboda 1990–2020 | Befolkningsutvecklingen i Rättarboda 1990–2020 | Befolkningsutvecklingen i Rättarboda 1990–2020 | Befolkningsutvecklingen i Rättarboda 1990–2020 | Befolkningsutvecklingen i Rättarboda 1990–2020 |
| ---------------------------------------------- | ---------------------------------------------- | ---------------------------------------------- | ---------------------------------------------- | ---------------------------------------------- |
|                                                |                                                |                                                |                                                |                                                |
| År                                             |                                                |                                                | Folkmängd                                      | Areal (ha)                                     |
| 1990                                           | 1990                                           |                                                | 61                                             | 43#                                            |
| 1995                                           | 1995                                           |                                                | 61                                             | 42#                                            |
| 2000                                           | 2000                                           |                                                | 81                                             | 42#                                            |
| 2005                                           | 2005                                           |                                                | 103                                            | 43#                                            |
| 2010                                           | 2010                                           |                                                | 237                                            | 36                                             |
| 2015                                           | 2015                                           |                                                | 313                                            | 46                                             |
| 2020                                           | 2020                                           |                                                | 589                                            | 70                                             |
| Anm.: Ny tätort 2010. # Som småort.            |                                                |                                                |                                                |                                                |